# 尼得科
尼得科（日语：ニデック，東證1部：6594），舊名日本電產（日语：日本電産株式会社），是一家總部位於日本京都府的電機公司。尼得科的創業者是永守重信。其在精密小型電動機領域的市場佔有率位居世界首位。

## 历史
公司創業於1973年4月，並在1974年開始在美國設立據點。尼得科總部位於京都市南區久世殿城町338番地，總部大樓竣工於2003年3月，高100.6米。
2019年4月22日，日本電產其两家子公司Nidec Europe BV和Nidec Americas Holding将把日本電產全部压缩机业务，出售给由Orlando管理的 ESSVP IV基金
2018年4月24日日本電產斥資10.8億美元现金，收購惠而浦旗下壓縮機業務恩布拉科(Embraco)
2018 年 11 月入股台灣老牌散熱廠超眾科技，2019 年 12 月 3 日再度宣布將持有股份從 49.01% 提高至 53.48%。
日本電產株式會社 Nidec 與超眾科技 皆為電子產品元件的重要供應商。而此次 Nidec 投資超眾，是為超眾於散熱模組上的技術能力；對於超眾來說，Nidec 亦可為散熱模組提供馬達、風扇元件，雙方可望藉由產品互補的優勢，因應 5G、物聯網發展趨勢帶來的新興應用，於 5G 手機、自駕車市場搶得先機。
2019年4月16日日本電產斥資1000億日圓(約70億港元)，收購歐姆龍旗下車用電子子公司歐姆龍汽車電子（OMRON Automotive Electronics，簡稱OAE）的全部股權。該公司從事馬達控制系統和汽車傳感器等業務。
2023年4月1日，在創業50週年之際，日本電產將公司名變更為尼得科。

## 外部連結
- 日本電産株式会社 （页面存档备份，存于）